# Mastira adusta
Mastira adusta là một loài nhện trong họ Thomisidae.
Loài này thuộc chi Mastira. Mastira adusta được Ludwig Carl Christian Koch miêu tả năm 1867.